# Chthonius mazaurici mazaurici
Chthonius mazaurici mazaurici es una subespecie de arácnido  del orden Pseudoscorpionida de la familia Chthoniidae.

## Distribución geográfica
Se encuentra en Francia.